# Майоров Микола Кирилович
Мико́ла Кири́лович Майо́ров (* 19 грудня 1919, Велика Олександрівка) — український поет та письменник-гуморист, пише російською та українською мовами.

## Життєпис
Народився в селянській родині. Працював в трамвайному депо Одеси слюсарем.
Закінчив Одеський машинобудівний технікум, був слухачем офіцерських курсів. Входив до літературного «Гуртка друзів», також там були Павло Коган,  Михайло Кульчицький, Сергій Наровчатов, Давид Самойлов.
В часі нацистсько-радянської війни був в партизанському загоні на Смоленщині й Брянщині. Був важко поранений, майже повністю втратив зір і слух, багаторазові операції майже нічого не змінили.
Першою виходить друком його книжка — партизанський щоденник.
З 1955 року — член Спілки письменників України.
Надалі друкувалися його гумористичні повісті, в яких висміювалися бюрократи, грубіяни, недбалі господарники, пристосуванці, хвальки, шахраї.
Деякі з його книжок:
- 1954 — «Перший постріл», гуморески,
- 1975 — «Не сховатися», гуморески, Одеса, «Маяк»,
- 1976 — «За велінням серця», повість, Київ, «Радянський письменник»,
- 1979 — «На прицілі: гумор та сатира», Київ, «Дніпро»,
- 1979 — «Йшли в похід. Повість-щоденник»,
- 1985 — «Моїм адресатам» — збірка гуморесок, ілюстрації Б. Лукіна.
- 1990 — «Суворі випробування», повість, Київ, «Дніпро».